# Andrea Češková
Andrea Češková (* 18. října 1971 Praha) je česká advokátka a pravicově orientovaná politička, v letech 2009-2014 poslankyně Evropského parlamentu za ODS.
Je matkou dcery Anny, kterou porodila svému partnerovi, českému herci Jakubu Chromečkovi.

## Vzdělání
Vystudovala Právnickou fakultu Univerzity Karlovy. Titul doktora práv získala v roce 2005 v Plzni na Fakultě právnické Západočeské univerzity. V archívu školy ovšem chybí její rigorózní práce.

## Politická kariéra
V roce 1998 se stala členkou ODS a v letech 1998 až 2010 byla zastupitelkou za ODS na Praze 5.

### Kandidatura do Evropského parlamentu (2009)
V červnu 2009 byla zvolena poslankyní Evropského parlamentu, kde zasedala ve Výboru pro rozpočtovou kontrolu. Byla zde členkou frakce Skupina Evropských konzervativců a reformistů. V roce 2014 již nekandidovala.

### Hodnocení europoslankyně A. Češkové (dle think-tanku Evropské hodnoty)
Dle vydané zprávy výše uvedeného think-tanku, která se vztahuje na období před následujícími volbami do Evropského parlamentu (2014) vyplývá následující:
1. Docházka - obsadila 20. místo z celkových 22 českých europoslanců,
2. Účast na jmenovitých hlasování českých europoslanců - obsadila 20. místo z celkových 22 českých europoslanců,
3. Zprávy předložené zpravodajem českými europoslanci - obsadila 2. místo z celkových 22 českých europoslanců,
4. Stanoviska předložená českými europoslanci - obsadila 3.-5. místo z celkových 22 českých europoslanců,
5. Pozměňovací návrhy českých europoslanců - obsadila 3. místo z celkových 22 českých europoslanců,
6. Parlamentní otázky českých europoslanců - obsadila 12. místo z celkových 22 českých europoslanců,
7. Písemná prohlášení českých europoslanců - obsadila 6.-22. místo z celkových 22 českých europoslanců,
8. Návrhy usnesení českých europoslanců - obsadila 14.-15. místo z celkových 22 českých europoslanců,
9. Vystoupení na plenárním zasedání českých europoslanců - obsadila 12. místo z celkových 22 českých europoslanců.